# بوبر چهره‌نواری
بوبر چهره‌نواری (نام علمی: Arizelocichla striifacies) نام یک گونه از سرده بوبرهای آفریقایی است.